# S'Agaró
S'Agaró (amb assignació etimòlogica incorrecta Segueró), és una entitat de població de la Vall d'Aro, administrativament al municipi de Castell d'Aro, Platja d'Aro i s'Agaró, al Baix Empordà. Se situa entre la ciutat de Sant Feliu de Guíxols i el nucli de Platja d'Aro, al litoral de la Costa Brava. Dins dels seus límits trobem una part de la platja de Sant Pol (compartida amb Sant Feliu de Guíxols), la platja de sa Conca, el cap la Punta d'en Pau, la cala Pedrosa i la cala Vaques.
L'entitat va sorgir a principi del segle xx, quan s'hi va construir una urbanització d'estil noucentista, projectada per l'arquitecte Rafael Masó i Valentí. Després s'hi va continuar edificant, en un principi mantenint l'estètica inicial, però després, amb el boom del turisme i de la construcció, als voltants de la urbanització originària en van créixer de noves, i també nous xalets i blocs de pisos fins a arribar a conformar el nucli de població actual.
El nucli residencial originari està declarat com a conjunt històric protegit com a bé cultural d'interès nacional des de 1995. El 2005 tenia 1.237 habitants.
L'any 2024 va tenir lloc el centenari d'aquesta urbanització, amb la data concreta de 24 de juliol per a la commemoració. A llarg del camí de ronda, s'hi va posar varis plafons informatius relacionats amb la seva història.

## Origen del nom
El nom de Segueró segurament fa referència a un petit torrent, avui desaparegut, que es trobava a l'extrem occidental de la urbanització originària i que servia de límit administratiu entre Platja d'Aro i Guíxols, etimologia que podria ser compartida amb el poble de Segueró, al municipi de Beuda, on el topònim podria provenir, segons Coromines, del mot seguer, si bé altres fonts el citen com d'etimologia incerta possiblement relacionada amb la dels topònims com Sagar, Sagars i Sagàs. Segueró apareix escrit en un sol mot del segle xiv ençà.
En realitat, la grafia actual, s'Agaró, impròpia i amb article salat fantasiós, va ser triada pels promotors del primer projecte com així ho explica un d'ells, Josep Ensesa i Gubert, a la Revista de s'Agaró:
«En aquellos tiempos, s'Agaró no tenía nombre. Nadie conocía nuestras actividades un tanto ilusorias y no sentíamos la necesidad de identificarlo. Para nosotros "aquello" eran los terrenos de la playa de San Pol, pero un hecho fortuito nos obligó a darles un nombre. Al ordenar una remesa de plantas y flores a la playa de San Pol, el horticultor de Barcelona las mandó naturalmente a San Pol de Mar. Era preciso que la confusión no se repitiera. El nombre surgió espontáneo: ¡S'AGARÓ! Este era, como ya se ha dicho, el nombre del pequeño torrente, seco casi siempre, que delimita por Levante la playa. [...]. ¿Sería Sagaró o s'Agaró? Nos inclinamos finalmente por s'Agaró porque supusimos que éste era la forma dialectal de las gentes de nuestra Costa de expresar El Agaró, al igual que decían "Es Noi" en lugar de "El Noi". Años después vimos confirmada nuestra suposición, al indicar el Pbro. Dr. Riera, a Masó, que Agaró, según viejos documentos por él encontrados en su busca de buen aficionado filólogo, significaba en el primitivo idioma catalán, pequeño torrente seco, tal como es en realidad el s'Agaró.»
No obstant, la forma actual «s'Agaró» ha estat acceptada per l'Institut d'Estudis Catalans.

## Història

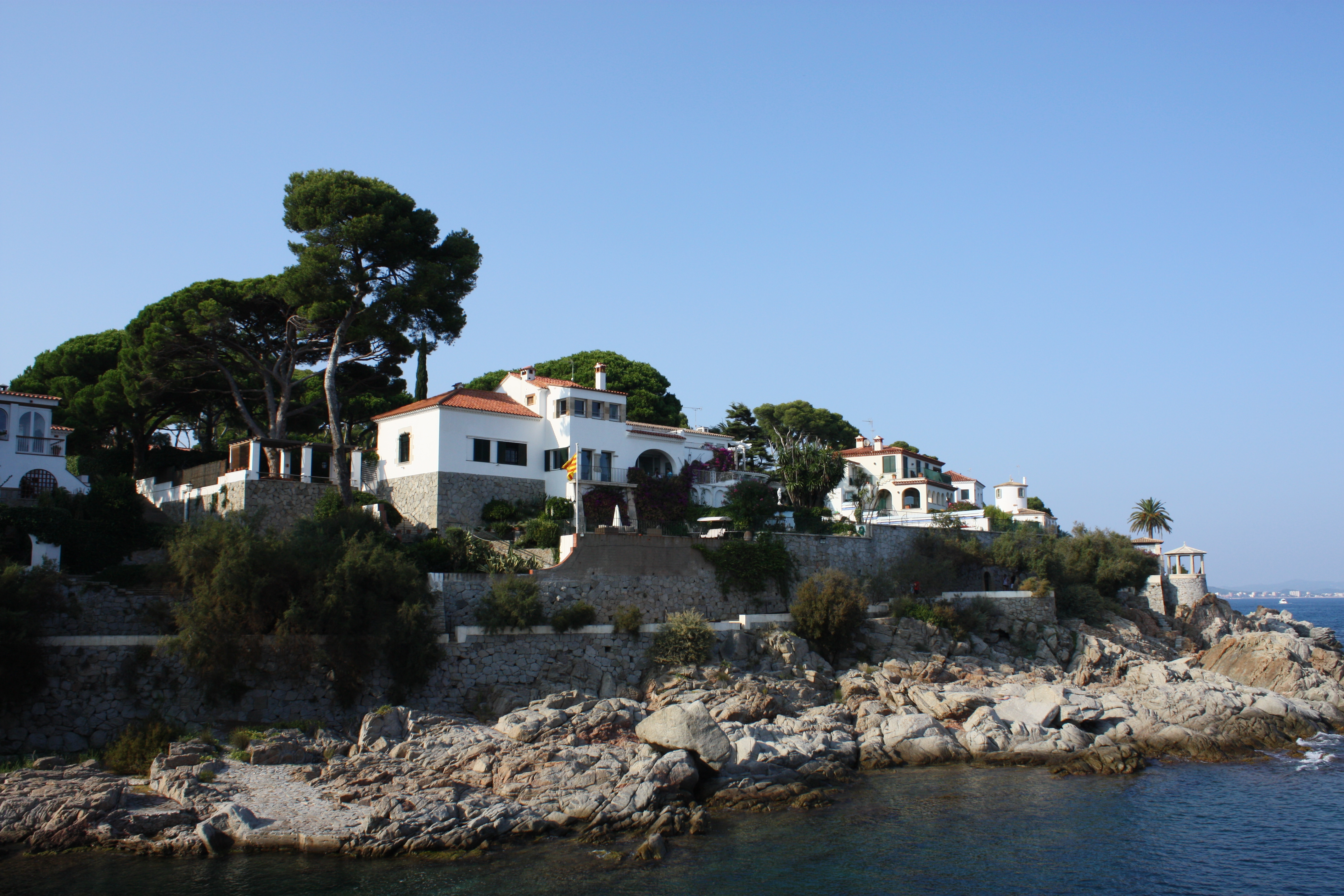
Alguns dels primitius xalets de la Urbanització de s'Agaró i Camí de Ronda

Al principi, s'Agaró era un conjunt de terrenys erms i rocosos amb algunes zones de pinedes i alguns camps de conreu (sobretot de vinyes i de secà), només hi havia algunes barraques associades aquest ús.

La història de la urbanització va començar el 1916, quan l'industrial gironí Josep Ensesa i Pujadas va comprar un terreny situat a la Punta d'en Pau amb la intenció de construir-hi una casa d'estiueig. L'arquitecte Rafael Masó (qui ja havia treballat per a ell) va ser l'escollit per a l'edificació del xalet. La propietat presentava alguns problemes orogràfics, tal com li va informar Masó, raó per la qual Ensesa va adquirir la parcel·la adjacent. L'empresari es va convertir en amo d'una superfície superior a les seves necessitats i és aleshores quan apareix la idea de reparcel·lar part del terreny i revendre’l, més amb una intenció de procurar-se veïns que no amb finalitats especulatives. Aquest va ser el germen de la idea d'aixecar una urbanització d'estiu, la qual cosa va provocar la compra de noves terres.

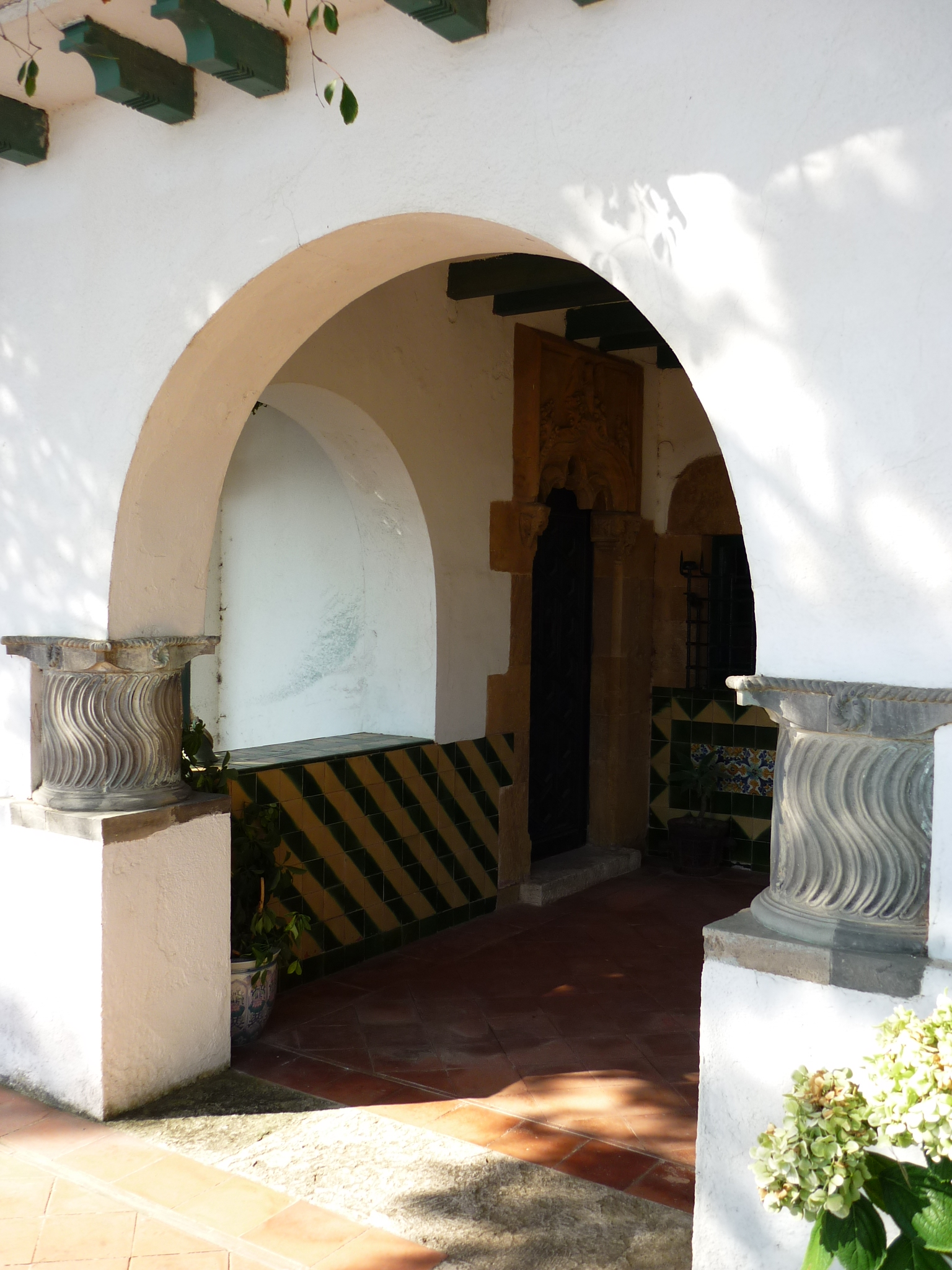
Porxo d'entrada de la Senya Blanca dissenyat per Rafael Masó

L'arribada de la Primera Guerra Mundial va fer que s'abandonés el pla de construir el conjunt. Més tard, gràcies a la popularitat que estava guanyant la platja i els banys de Sant Pol (annexos a s'Agaró), juntament amb l'empenta del fill Ensesa, Josep Ensesa i Gubert. i del mateix Rafael Masó es va reprendre el projecte. En 1924, Ensesa i Gubert davant les dificultats per estiuejar al seu lloc habitual (L'Estartit) va decidir utilitzar els terrenys del seu pare per edificar una casa d'estiu, la qual va ser encarregada a Masó. Aquest va ser el primer xalet de la urbanització, conegut com la Senya Blanca. A partir d'aquell moment es continuà amb la idea de construir el conjunt. Les obres es van encomanar a l'arquitecte Rafael Masó. Masó va ordenar el terreny preveient un seguit d'espais públics (places, avingudes, escales i equipaments esportius i socials) que s'integren amb les parcel·les destinades a xalets. També va millorar els banys amb la inauguració del Restaurant dels Banys (1929) i va transformar dos xalets en l'hostal de luxe de la Gavina (inaugurat el 1932 encara que ja funcionava com hotel amb anterioritat). De les edificacions cal destacar la Senya Blanca, l'Hostal de la Gavina, el xalets Domus Nostrum, Ensesa, Faixat, Gorina, Roquet, Graziella, Nurimar, Elimar, Lolimar, Roca Blanca, i el xalet que l'arquitecte va dissenyar per a ell mateix. L'obra arquitectònica compta a més amb la presència de la Venus de s'Agaró, obra de Joan Rebull.
Les primeres edificacions van ser les que es van aixecar al voltant de la plaça del Roserar, nucli principal de la urbanització. Després, la construcció va continuar cap al sud-est ocupant la primera línea del litoral. Aquestes primeres residències varen ser les que durant molt de temps van marcar l'estil del conjunt, un estil noucentista i harmònic, destinat a l'alta burgesia.
A conseqüència de la mort de Rafael Masó i de la Guerra Civil espanyola (1936-1939) les obres es van aturar i no van ser represes fins als anys quaranta, ja sota la direcció de l'arquitecte Francesc Folguera que va seguir les línies generals traçades per Rafael Masó, a les quals donà un caire personal. Folguera va ser l'autor de l'església de Nostra Senyora de l'Esperança (1941-1943), d'estil neobarroc. També va iniciar els treballs del Camí de Ronda (que voreja el mar entre zones boscoses); va reformar els jardins de Senya Blanca on va construir la loggia d'estil Brunelleschià que encara avui es pot veure a la finca Ensesa, i va aixecar més xalets. En morir Folguera, Adolf Florensa va continuar les obres sense apartar-se dels cànons establerts pels seus promotors.

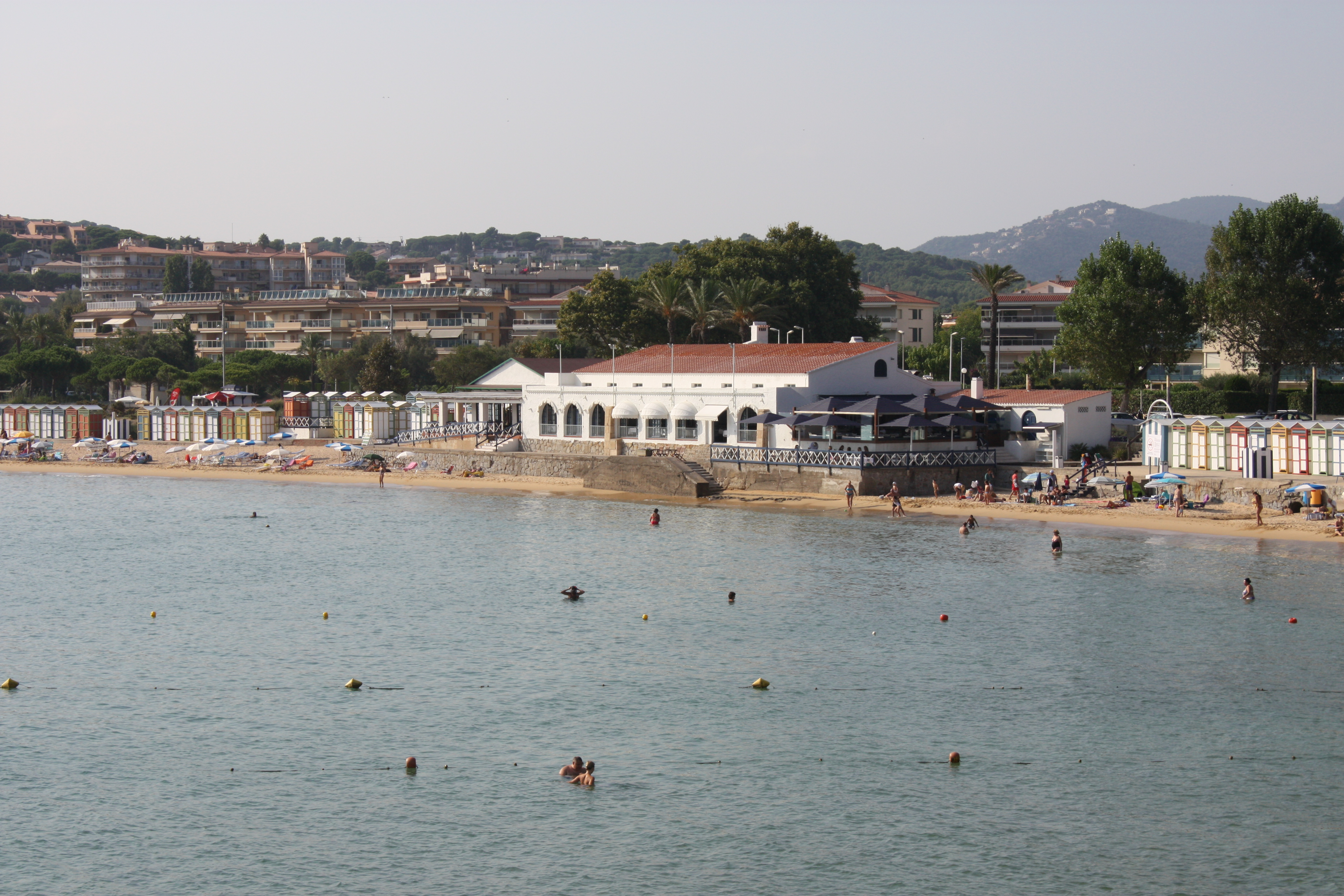
Banys de s'Agaró (actualment Taverna del Mar)

L'aparició de s'Agaró s'ha d'entendre dins del context dels inicis del turisme de platja que es va popularitzar quan es van descobrir les propietats beneficioses de l'aigua i la brisa marina. Per aprofitar-les es van començar a instal·lar balnearis al litoral que en un principi tenien una finalitat curativa, però que al complementar-se amb altres activitats lúdiques i esportives es van convertir en llocs de descans, entreteniment i estiueig. Aquesta també va ser la història de s'Agaró, que va créixer al costat d'uns banys situats a la platja de Sant Pol que amb la participació dels Ensesa es van convertir en els Banys de s'Agaró i van a passar a formar part de la urbanització.
Des dels inicis els promotors del conjunt van tenir molt clara la idea que s'Agaró seria una urbanització destinada al turisme i a l'estiueig de l'alta burgesia. I amb aquest pensament els Ensesa i Rafael Masó (que va estar molt implicat en la urbanització) es van encarregar de fer una gran promoció amb diaris i revistes, van participar en congressos sobre el turisme, van invertir en publicitat i van organitzar tota mena d'activitats d'esbarjo (concerts, recitals de poesia, representacions teatrals, sopars de gala, balls, regates, competicions de tennis...). Fins i tot a partir de 1935 Ensesa i Gubert va editar la Revista de S'Agaró.
Els destinataris de tot plegat no podien ser altres que les altes classes socials, ja que no tothom podia permetre’s el luxe d'adquirir un d'aquells xalets (ni tan sols una segona residència) o una estança a l’Hostal de la Gavina i també pel tipus d'activitats programades. S'Agaró es va convertir en l'indret favorit d'estiu de l'alta societat catalana però ràpidament la seva fama va traspassar fronteres i va arribar assolir un reconeixement internacional arribant fins i tot a Hollywood als anys cinquanta i seixanta. Durant aquests anys es van continuar amb les edificacions i programant activitats selectes com tornejos de tennis d'alt nivell, concurs hípics, competicions de bowling, regates de vela, concursos de dansa, balls, concerts estivals. En definitiva, des dels primers anys la urbanització i l’Hostal de la Gavina es van convertir en lloc de troba d'importants personalitats, com ara actors, actrius, escriptors, polítics... i fins i tot es van rodar algunes pel·lícules.
Malgrat que els xalets i gran part de les activitats de la primera etapa estaven dirigides a l'alta burgesia i tenien un caire de luxe i exclusivitat, també n'hi havia d'altres (recitals de poesia, representacions teatrals, balls de sardanes, cavalcades de flors, concerts de música, etc.) que estaven obertes a tot el públic enllaçant amb la idea del noucentisme de fer arribar la cultura al poble. Aquest tipus d'activitats es duien a terme en les places i carrers de la urbanització i en algunes de les petites cales. Rafael Masó, com arquitecte adscrit al moviment, també va intentar fer de s'Agaró un exemple de ciutat noucentista, no només en l'estètica sinó també en els ideals. Fruit també d'aquesta manera de pensar va ser l'obertura de l'Escola de s'Agaró aprofitant l'edifici de l'Hotel de la Platja (anteriorment Monumental Hotel). Quan es va inaugurar l'octubre de 1935 Rafael Masó ja era mort tot i que va participar en l'adaptació de l'hotel per a transformar-lo en escola. L'Escola només va funcionar aquell curs (1935-1936), ja que la seva activitat es va veure ininterrompuda per la Guerra Civil. Després de la contesa, l'edifici va tornar a ser l'Hotel de la Platja fins als anys vuitanta, quan va ser reformat i convertit a l'actual S'Agaró Hotel. La Guerra Civil i la mort de Rafael Masó van fer que desaparegués de la urbanització la idea noucentista de cultura popular, tot i que es va mantenir el caràcter d'estiueig per a les altes classes socials.
A partir de mitjans dels seixanta començà a manifestar-se de manera progressiva la pressió immobiliària característica d'aquells anys en les costes que va fer que al voltant del conjunt originari, com en tot el litoral peninsular, es construïssin noves urbanitzacions, nous xalets i nous blocs de pisos, fora ja de l'estil noucentista, fins a arribar a conformar l'entitat de població que s'Agaró és avui dia. Per altra banda, la programació d'activitats va anar de baixa sobretot a partir de la mort de Josep Ensesa i Gubert el 1981. Actualment la urbanització originària continua essent privada i manté el seu estatus de luxe. Tant les primeres residències com les més recents continuen destinades majoritàriament a l'estiueig.

## Conjunt històric
El conjunt històric ve delimitat per la línia imaginària que comença a l'entrada principal de la urbanització, al racó de s'Agaró, i segueix el traçat del camí de ronda marítim, excloent la franja de roques. Seguint el perímetre de la urbanització pel cantó de mar fins a arribar a la línia de la platja de sa Conca, on gira fins a arribar a les escales de sa Conca seguint-les pel seu eix fins a arribar al carrer Ametllers, on continua també pel seu eix fins a arribar al carrer de l'Església, el qual segueix també el seu eix fins a arribar al carrer de la Pineda que travessa seguint en línia recta pel límit nord de la parcel·la de la torre Mirona, fins a arribar al carrer de sota on gira seguint el límit est d'aquest carrer en direcció al racó de s'Agaró per anar a parar al punt d'inici.

### El primitiu s'Agaró com ciutat noucentista

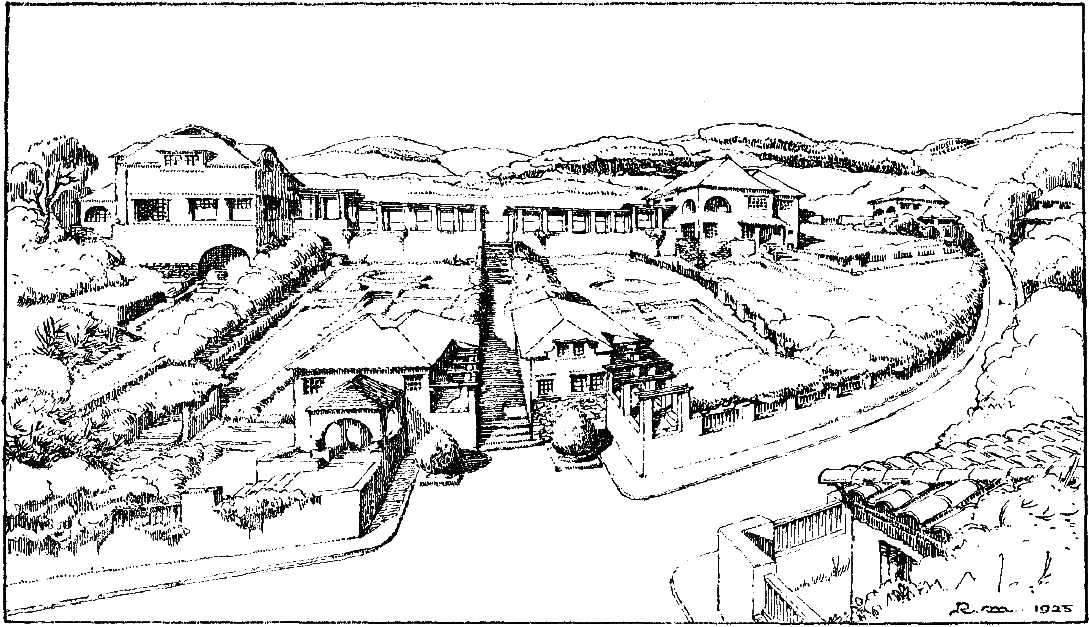
Perspectiva des de les escales de la plaça del Roserar. Signada i datada per Rafael Masó el 1925

Rafael Masó, va concebre la urbanització com una ciutat noucentista. L'arquitecte es va decantar per una ciutat jardí, un tipus de ciutat molt valorada per aquest corrent. Per aquesta raó tots els edificis van comptar amb grans zones enjardinades i la vegetació va tenir un gran protagonisme dins del conjunt. Aquesta també va servir per integrar la urbanització al paisatge, uns dels èxits de l'arquitecte. Va respectar part de la vegetació existent i a l'hora de dissenyar els jardins va utilitzar flora autòctona. A més, amb relació a l'adequació al paisatge, Masó també va respectar la naturalesa del territori. No el va anivellar, sinó que va saber aprofitar la seva fisonomia per dotar al conjunt d'una major bellesa. Els edificis repetien el perfil del terreny, pujaven i baixaven al mateix ritme que ho feien les roques.
El Noucentisme defensava un estil nacional, propi, català i modern, però alhora basat en la tradició popular catalana, la qual cosa Masó va saber plasmar a s'Agaró. A la majoria dels xalets es pot observar la influència de les masies, per exemple en l'aprofitament d'elements que provenien d'antics masos (sobretot vanos i portes) o en l'ús d'alguns elements i característiques pròpies de les cases rurals, com poden ser la distribució del cossos de les residències, la utilització de terracotes i ceràmica, la presència de cobertes a dos aigües, el reforçament de les cantonades amb carreus de pedra, etc. Amb tot i això, no es tractava d'una imitació o còpia d'una masia, sinó d'una reinterpretació per arribar a un art modern. Quan un observa qualsevol de les cases de s'Agaró, no veu una casa pairal, sinó una casa urbana i moderna, en definitiva, un xalet tal com s'entén ara, equipat per aquell temps amb les últimes novetats d'higiene i confort.
Una altra característica del moviment era el concepte de l'artista global, concepte que portava als artistes a encarregar-se de tots els detalls que intervenien en l'obra. Seguint aquesta idea, Rafael Masó no només es va ocupar de l'element arquitectònic sinó que va intervenir en tot: va dissenyar els edificis, els jardins, els mobles, la decoració interior i exterior, la planificació urbanística, els espais públics, fins i tot va dissenyar fullets i cartells de publicitat, invitacions a esdeveniments i va organitzar activitats. I ho va fer demostrant una gran creativitat. Rafael Masó va ser capaç de construir una trentena de xalets i altres establiments (amb els seus exteriors, interiors, mobles, jardins, decoració, etc.) i fer que tots fossin diferents. A més, aquest fet té més valor si es té en compte que l'arquitecte fins aquell moment gairebé no havia construït residències de nova planta exemptes. Malgrat aquesta varietat, Masó també va saber dotar la urbanització de coherència a través de la repetició d'elements, de tal manera que les diferents parts van quedar perfectament integrades formant un tot.
Tampoc s'ha d'oblidar les activitats de caràcter cultural dirigides a tots els públics i l'obertura de l'Escola que enllaçaven amb l'ideal de d'estendre la cultura al poble, propi del noucentisme.

### Les primeres edificacions
Les obres que configuraven el nucli inicial de l'entitat són les següents (la majoria estan declarades com a béns d'interés cultural).
- Senya Blanca (xalet Josep Ensesa Gubert) (1924) – Rafael Masó
- Xalet Badia (antic xalet Puiggrós) (1924-1927) (actualment forma part de l'Hostal de la Gavina) – Rafael Masó
- Domus Nostrum (xalet Niubó, xalets Anna Ensesa i Albert Sibils) (1924-1929) – Rafael Masó
- Xalet Gómez (1924-1927) – Rafael Masó
- Plaça Roserar (1924-1928) – Rafael Masó
- Hostal de la Gavina (1924-1929) – Rafael Masó
- Xalet Cruz (xalet Nurimar) (1924-1929) – Rafael Masó
- Xalet la Gacela (xalet Sibils Ensesa) (1924-1930) – Rafael Masó
- Xalet Santiago Masó (xalet Graziella) (1924-1930) – Rafael Masó
- Xalet Faixat (xalet Mercè Ensesa) (1928-1931) – Rafael Masó
- Pistes de tennis (1928-1932) – Rafael Masó
- Restaurant dels Banys (Taverna del Mar) (1929) – Rafael Masó
- Escola de S'Agaró (1930) (actual Hotel S'Agaró) – Rafael Masó
- Xalet Roquet (xalet Carme Ensesa Montsalvatje, xalet Cala Padrosa) (1929-1930) – Rafael Masó
- Xalet Rafael Masó (1930-1935) – Rafael Masó
- Xalet Gual Villalbí (xalet Elimar, xalet Soler) (1930-1935) – Rafael Masó
- Xalet Comadira (1930-1935) – Rafael Masó
- Xalet Gorina (les Arcades) (1930-1935) – Rafael Masó
- Xalet Bufalà (Mas de Roda) (1932-1934) – Rafael Masó
- Xalet Puiggròs (xalet Roca Blanca) (1930-1935) – Rafael Masó
- Xalet Bonet (xalet Lolimar) (1933-1935) – Rafael Masó
- Xalet Greiner (1933-1934) (no localitzat) – Rafael Masó
- Xalet Guàrdia (1929) – Pelai Martínez
- Xalet Clavell (1929) – Pelai Martínez
- Xalet del pintor Colom (1929-1931) – Pelai Martínez
- Xalet Miramar (1931) – C. Alzamora
- Església de l'Esperança (1941-1943) – Francesc Folguera
- Xalet Esteve (no localitzat)
- Xalet Miquel Masós (no localitzat)
- Xalet Rafael Portas (no localitzat)
- Xalet Santiago Vinardell (no localitzat)